# Violetta Quesada
Violetta Quesada (Santa Clara, 11 luglio 1947 – Tampa, 24 marzo 2024) è stata una velocista cubana.

## Biografia
Partecipò alle Olimpiadi del 1968: nella staffetta  4x100 lei e le sue compagne si aggiudicarono il bronzo. Furono le prime medaglie conquistate da donne cubane in un'Olimpiade. 
Violetta Quesada morì a Tampa, in Florida, il 24 marzo 2024 all'età di 76 anni.